# إنارة الشوارع

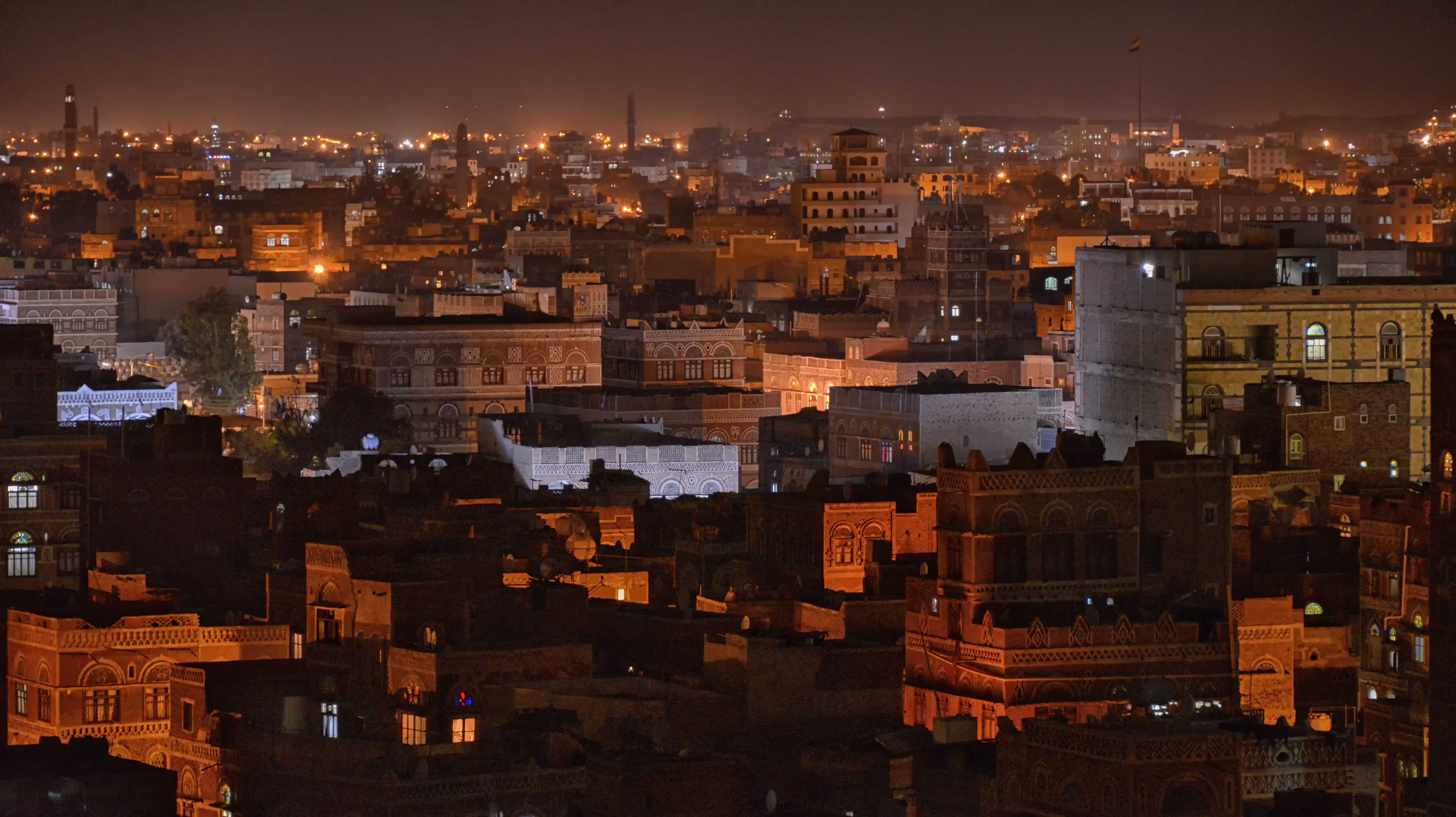
تظهر سماء المدن مستنيرة ليلا لإضاءة شوارعها

إضاءة الطرق أو إنارة الشوارع من الخدمات العامة، تقدمها غالبا الحكومة، وهي موجودة منذ القدم عندما كانت الشوارع تضاء بمصابيح من الزيت أو الأخشاب، إلا أنها في العهد الحديث تتم عبر عواميد الإنارة بالكهرباء، والتي تندرج في أنواع التأثيث المدني.